# Wojciech Modest Amaro
Wojciech Modest Amaro (Sosnowiec, 12 februari 1972) is een Poolse kok en restauranthouder.
Hij deed ervaring op bij Alain Ducasse. en ontving in 2008 de prijs Chef de L'Avenir van de Académie Internationale de la Gastronomie. In Warschau opende hij het restaurant Atelier Amaro, dat in 2013 als eerste Poolse restaurant een Michelinster ontving.
Hij zit de jury voor van de Poolse versie van het programma Top Chef en presenteert de Poolse versie van Hell's Kitchen.